# Oxyagrion machadoi
Oxyagrion machadoi là một loài chuồn chuồn kim trong họ Coenagrionidae.
Oxyagrion machadoi được miêu tả khoa học năm 1978 bởi Costa.